# La Virtud
La Virtud es un municipio del departamento de Lempira en la República de Honduras.

## Límites
| Orientación | Límite                           |
| ----------- | -------------------------------- |
| Norte       | Municipio de Valladolid, Lempira |
| Sur         | República de El Salvador         |
| Este        | República de El Salvador         |
| Oeste       | Municipio de Gualcince, Lempira  |
| Oeste       | Municipio de Mapulaca, Lempira   |

Su extensión territorial es de 88.97 km².
Este municipio es de los más cercanos a la República de El Salvador, por lo que está retirado de ciudades importantes de Honduras. Existen tres rutas para poder llegar: 
1. Una primera vía es partiendo de la intersección de San Juan Intibucá (viniendo de Gracias, Lempira o La Esperanza Intibucá), rumbo al sur del departamento por el Cerro Congolón, y los cerros de Cerquín, Coyocutena y Piedra Parada,  pasando los accesos de los municipios de Erandique - Santa Cruz - San Andrés - Gualcince - Candelaria - Mapulaca- La Virtud. La carretera es de terracería, en buenas condiciones en temporada seca (noviembre - mayo) y regulares condiciones en temporada de lluvias (mayo - noviembre). Tiempo aproximado 6 horas.
2. Una segunda vía es por la carretera CA-4 partiendo de Santa Rosa de Copán-San Marcos de Ocotepeque -Cololaca- Tambla- Valladolid-La Virtud. La carretera es concreto asfáltico desde Santa Rosa de Copán hasta Cololoca, actualmente se está completando el proyecto de la carretera CA-4 con concreto hidráulico desde Cololaca hasta Valladolid con una tercera fase hasta La Virtud. Tiempo aproximado 4 horas.
3. Una tercera vía es por la CA-5 y la recién habilitada Carretera longitudinal del Norte en El Salvador. Desde Tegucigalpa hacia Choluteca -  Aduana El Amatillo frontera con El Salvador - Sensuntepeque - Nombre de Jesús, con un tiempo aproximado de 6 horas. Para llegar a La Virtud desde El Salvador, existen dos caminos. Vía Chalatenango - Guarsila, San Isidro, Nombre de Jesús, Plazuelas (en donde no existe control aduanal pero si un puesto militar de El Salvador) de allí es un tramo corto (4 km) hasta La Virtud.  El otro es por Sensuntepeque, Ciudad Victoria, San Antonio y luego se llega al nuevo puente (Integración) sobre el Río Lempa. Continúa la carretera hasta Mapulaca, en dirección oeste se continua hasta La Virtud. En ese tramo se pasa el río Mocal, afluente muy importante del río Lempa.

## Geografía
La cabecera se encuentra localizada en un valle, aproximadamente a 313 m s. n. m. Su vegetación corresponde a un bosque subtropical seco. Para el resto del municipio se tienen algunas montañas y cerros pero estos tienen el mismo tipo de bosque.

## Historia
Los primeros pobladores fueron españoles que procedían de El Salvador en busca de tierras para cultivo del jiquilite, utilizado en la extracción de añil.
Se cree que el fundador fue el sacerdote español Doroteo Alvarenga por el año de 1775.
En 1859, se le otorgó la categoría de municipio.

## Población
Un porcentaje muy alto de este municipio es de origen mestizo, encontrándose descendientes de indígenas en menor grado.
- Población: este municipio contaba en el 2013 con 6,583 habitantes. Según proyecciones del Instituto Nacional de Estadística (INE)[2] para el año 2020 habrán 6,722 habitantes.
- Aldeas: 16
- Caseríos: 48

## Economía
La principal actividad de esta cabecera es el comercio con El Salvador, así que el dólar de Estados Unidos de América es común como moneda de cambio. En segundo lugar está el ganado vacuno y los productos lácteos, el cultivo de granos básicos como maíz, frijol y en menor escala pesca y silvicultura. 
La cabecera cuenta con energía eléctrica, ferreterías, señal de telefonía móvil de las compañías hondureñas, abarroterías, granjas avícolas, una gasolinera y tres hoteles completamente equipados. 

## Turismo

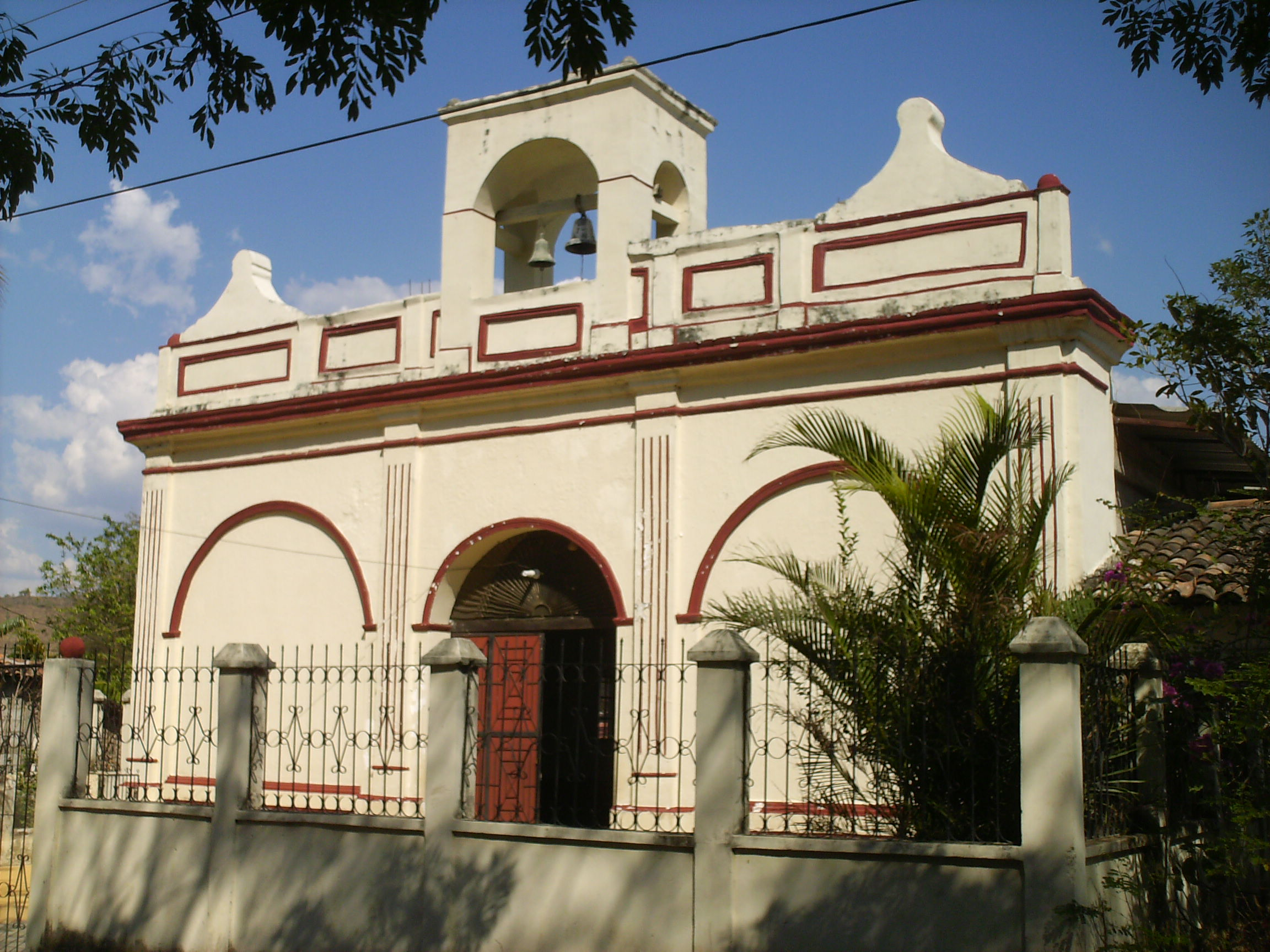
Antigua Iglesia de La Virtud.

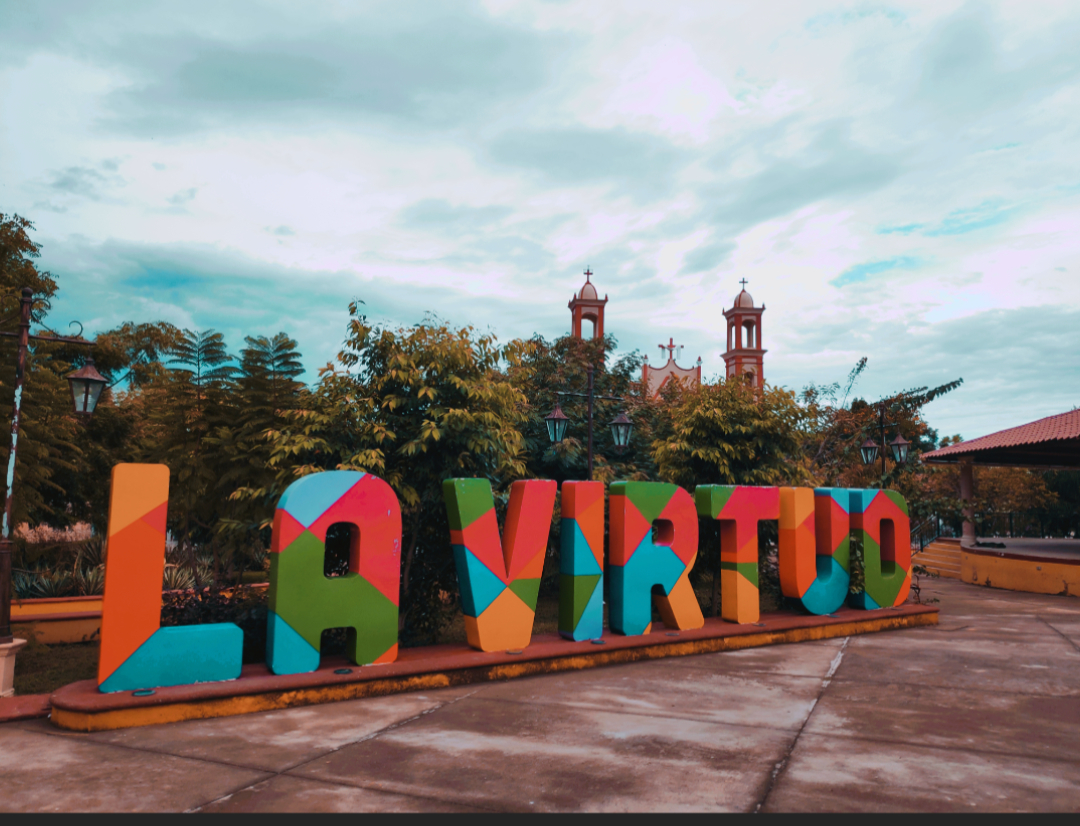
Fotografía del Parque Central de La Virtud, Lempira, tomada en agosto de 2019.

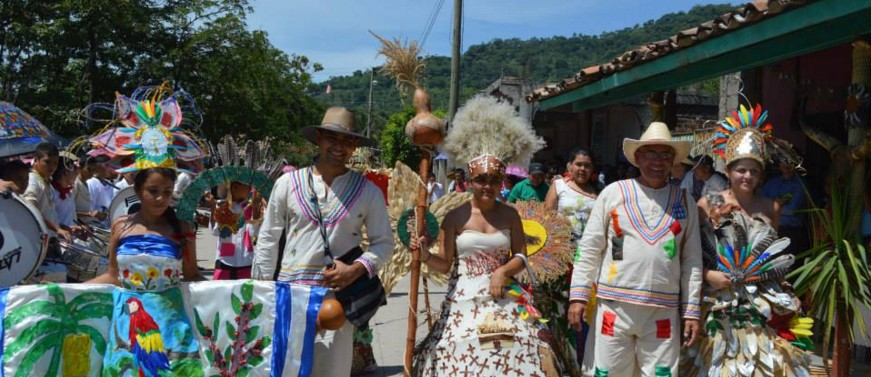
Alumnos y Maestros del Instituto Técnico Comunitario La Virtud, celebrando el 20 de julio.

### Casco histórico
Tiene la distribución típica colonial española para su centro urbano. Aunque las casas de la plaza central contaban con el diseño colonial, han sido modificadas con diseños modernos.

### Ríos
La comunidad cuenta con ríos cercanos para refrescarse, siendo uno de ellos el Río Lempa y sus afluentes (Río Jorón, Río Gualgüis).

### Fuente de Sangre
Aproximadamente a 4 km de la Comunidad de La Virtud, rumbo a El Salvador, en los alrededores de la Aldea Los Hernández, en las vertientes del Río Gualcuquín, se encuentra una gruta de donde fluye un líquido con toda la apariencia de sangre, los roedores y aves de rapiña merodean el lugar y el olor es el común de un cuerpo en estado de descomposición. No se encuentran muchos registros escritos más que los resguardadas en la Revista del Archivo y Biblioteca Nacional de Honduras. Tegucigalpa, Honduras. Fuente o Mina de Sangre (Pedro Rivas, 1927)  Tipografía Nacional, Vol. No. 2, 1927. Fenómenos Naturales – Lempira- La Virtud, y las recogidas en el libro Folklore y educación Honduras (Jesús Muñoz Tábora, 1982). Aunque no existen agencias turísticas en la zona, los pobladores de la Aldea Los Hernández son muy amables y pueden ofrecerse como guías al lugar, el mismo con difícil acceso ya que hay que recorrer en las vertientes del río. .

### Cascadas
Debido al terreno accidentado de las aldeas se encuentran las Cascada El Salto y Cascada El Cacahuatal, en los caseríos del mismo nombre, con alturas aproximadas den 10 m.

### Aguas Termales
Ubicadas en la Aldea La Haciendita, en las riberas del Río Lempa, corresponden a la clasificación de Aguas supertermales (100 °C en adelante), debido a su elevada temperatura, son visitadas con fines educativos y algunos pobladores le atribuyen efectos terapéuticos.

### Feria patronal
El 12 de diciembre día de la Virgen de Guadalupe.

### Día de Plaza
Los días sábados, hay venta de frutas, granos, comidas, en la plaza central del municipio. Con comerciantes oriundos y de los municipios vecinos y El Salvador.

### Días Festivos: 20 de julio
Para el mes de julio, específicamente 20 de julio se celebra el mes de la Identidad Nacional en honor al Héroe Nacional el Cacique Lempira. Es una de las semanas con más actividades culturales del año, entre las mismas se encuentran un Desfile de Antorchas, Elección de la Reina de la Hondureñidad que generalmente termina con una fiesta bailable, además venta de comidas y bebidas tradicionales de la zona, como chicha y productos derivados del maíz. Finalmente uno de los eventos al que más concurren los pobladores de los caseríos vecinos, es la dramatización de la Muerte de Lempira, una obra teatral donde se relatan los hechos de la muerte del indómito cacique, primer defensor de la soberanía nacional.

## División Política
Aldeas: 16 (2013)
Caseríos: 55 (2013)
| Código | Aldea                     |
| ------ | ------------------------- |
| 131201 | La Virtud                 |
| 131202 | Catulaca                  |
| 131203 | El Amatillo               |
| 131204 | El Cacahuatal o La Majada |
| 131205 | El Limón                  |
| 131206 | Guajiniquil               |
| 131207 | Gualcimaca                |
| 131208 | La Cuesta                 |
| 131209 | La Haciendita             |
| 131210 | La Trinidad               |
| 131211 | Los Hernández             |
| 131212 | San Francisco             |
| 131213 | San José                  |